# Pont del Corder
El pont del Corder és una obra de la Selva de Mar (Alt Empordà) inclosa a l'Inventari del Patrimoni Arquitectònic de Catalunya. Situat a l'oest del nucli urbà de la població, creuant la riera de la Selva, el qual comunica el carrer de la Font Mollor amb el carrer de la Font.

## Descripció
És un pont bastit per una sola arcada, de forma rebaixada, feta amb lloses de pissarra estretes i llargues lligades amb morter. El parament del sòcol i de les baranes és de rebles de pissarra sense treballar lligats amb morter. Al contorn superior de les baranes hi ha lloses posades planes. És visible que pel costat sud fou eixamplat seguint la manera de construir de la part primitiva. El sòl del pont ha estat cobert amb pòrtland fa pocs anys com els carrers veïns, amagant així l'antic enllosat de rierencs.

## Història
El pont del Corder patí els efectes devastadors d'un aiguat dit "L'aiguat de Sant Lluc" per haver esdevingut la diada d'aquest sant de l'any 1876, el dia 18 d'octubre. Segons explica Frederic Llauneta i Camps, testimoni d'aquests fets, en unes notes escrites (en català) en una llibreta que conserva la seva família, l'aiguat es va emportar patis i horts del veïnat de Sant Sebastià i moltes figueres, ja que el lloc n'era ple. Els veïns hagueren de pujar a l'església de Sant Sebastià per refugiar-se; l'endemà dormiren tots dins l'església. També diu que el pont del Corder fou restaurat tres anys més tard (1879), quan fou eixamplat quatre trams pel costat de migdia i es referen les baranes, obra que fou costejada "per la justícia" i els veïns del carrer que hi contribuïren amb trenta duros.